# Le rocher du loup
Le rocher du loup, un monument naturel situé à mi-chemin entre Kribi une ville côtière du Cameroun, Campo et la frontière avec la Guinée Equatoriale, tire son nom de sa forme qui évoque celle d'un loup s'étendant de l'océan au continent. Entouré de belles plages telles qu'Ebodjé, Eboundja, Lobé, Mboa Manga et Grand Batanga, cet endroit offre un cadre idéal pour se détendre sur un sable doré, à l'ombre des cocotiers.

## Géographie
La roche du loup se dresse à proximité de Beio et Ukono, sur la route de Campo sur 90km de plage.                  Sa silhouette se distingue à l'horizon, émergeant au-dessus des flots en marée basse, captivant l'attention des visiteurs. Sa forme évoquant un loup suscite fascination et curiosité chez ceux qui l'aperçoivent.

## Histoire
Il sculpte les éléments, qui se trouve entre Kribi et Campo, entourée de plages de sable fin baignées par le soleil. Les habitants locaux d'Ebodjé, Eboundja, Lobé, et autres, sont réputés pour leur accueil chaleureux et leur volonté de partager les récits et légendes associés à ce rocher mythique.

## Tourisme
La roche du loup, bien que dépourvue de signalisation explicative, captive l'imagination des visiteurs. Après le premier étonnement, les visiteurs peuvent se laisser aller à la contemplation et profiter de l'environnement naturel. En descendant vers Campo, le village de pêcheurs d'Ebodjé, récemment désigné comme site de protection des tortues marines, offre également l'opportunité de découvrir ce monument naturel.

## Dans la littérature
La roche du Loup, émergeant mystérieusement de l'eau une nuit selon les récits oraux, continue de susciter des phénomènes inexplicables depuis sa découverte. À 52 kilomètres au sud, le village d'Ebodjé abrite un projet de conservation des tortues marines et constitue un point d'accueil pour les touristes de passage, offrant ainsi une occasion de découvrir ce site célèbre dans le pays,.